# The Place Where Lost Things Go
The Place Where Lost Things Go ist ein Song aus dem Film Mary Poppins’ Rückkehr (Originaltitel Mary Poppins Returns) von Rob Marshall.

## Entstehung
The Place Where Lost Things Go wurde für Mary Poppins’ Rückkehr (Originaltitel Mary Poppins Returns) geschrieben. Er wird darin zum einen von Emily Blunt gesungen, die im Film in der Titelrolle von Mary Poppins zu sehen ist, und in einer Reprise von Joel Dawson, Nathanael Saleh und Pixie Davies.

## Veröffentlichung
The Place Where Lost Things Go ist einer von zwei Songs die Ende November 2018 von Walt Disney Records noch vor dem Kinostart des Films veröffentlicht wurden. Der Soundtrack selbst, auf dem das Lied enthalten ist, wurde am 7. Dezember 2018 veröffentlicht. Im Abspann der deutschsprachigen Synchronisation wird das Lied unter dem Titel Das was ihr vermisst von Annett Louisan interpretiert.

## Rezeption
Sarah El-Mahmoud von Cinemablend erklärt, Mary Poppins tröste in diesem süßen Lied die Kinder, die ihre Mutter verloren haben, die auch die Ehefrau von Michael Banks war, und versichert ihnen, dass sie sie immer noch mit einem Lächeln überwacht. Die Stimme von Emily Blunt erinnert El-Mahmoud an Julie Andrews und der Song an Stay Awake (in der deutschen Fassung Bleibt schön wach und schlaft nicht ein) und Feed the Birds (in der deutschen Fassung Täglich schon früh) aus dem Originalfilm von 1964.

## Auszeichnungen
Critics’ Choice Movie Awards 2019
- Nominierung als Bester Song[4]

Oscarverleihung 2019
- Nominierung als Bester Filmsong

World Soundtrack Awards 2019
- Nominierung als Bester Filmsong des Jahres[5]